# Cuphophyllus colemannianus
Cuphophyllus colemannianus (Andrew Bloxam, 1854 ex Marcel Bon 1985) sin. Hygrocybe colemanniana (Andrew Bloxam, 1854 ex Peter Darbishire Orton & Roy Watling, 1969), din încrengătura Basidiomycota, în familia Hygrophoraceae și de genul Cuphophyllus, este o specie saprofită rară de ciuperci comestibile. O denumire populară nu este cunoscută. În România, Basarabia și Bucovina de Nord trăiește prin pajiști, pășuni, parcuri, în zone ierboase ale marginilor de pădure, crescând în grupuri mai mici. Apare de la câmpie la munte din septembrie până în noiembrie.

## Taxonomie

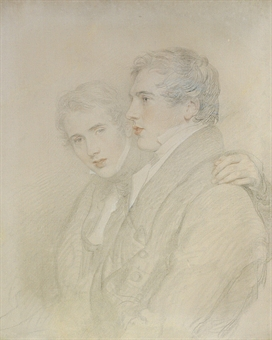
A. Bloxam cu frate

Numele binomial Hygrophorus colemannianus a fost determinat de Andrew Bloxam (1801-1878), un botanist englez și cleric anglican în volumul 13 al jurnalului științific Annals and Magazine of Natural History.
În 1969, micologii englezi Peter Darbishire Orton și Roy Watling au dovedit că specia aparține mai curând genului Hygrocybe, modificând genul sub păstrarea epitetului, de verificat în volumul 29 al jurnalului botanic Notes from the Royal Botanical Garden Edinburgh.
În sfârșit, în anul 1985, cunoscutul micolog francez Marcel Bon a creat genul nou Cuphophyllus, alăturând specia acestui gen, de verificat în volumul 14 al jurnalului micologic Documents Mycologiques, fiind numele curent valabil (2023).
Sinonim obligatoriu este Camarophyllus colemannianus hotărât de micologul german Adalbert Ricken în 1918, bazând pe descrierea lui Bloxam. 
Alte încercări de redenumire nu sunt cunoscute.
Epitetul specific a fost creat de Andrew Bloxam în onoarea prietenului său William Higgins Coleman (1812-1863), de asemenea preot catolic și botanist.

## Descriere

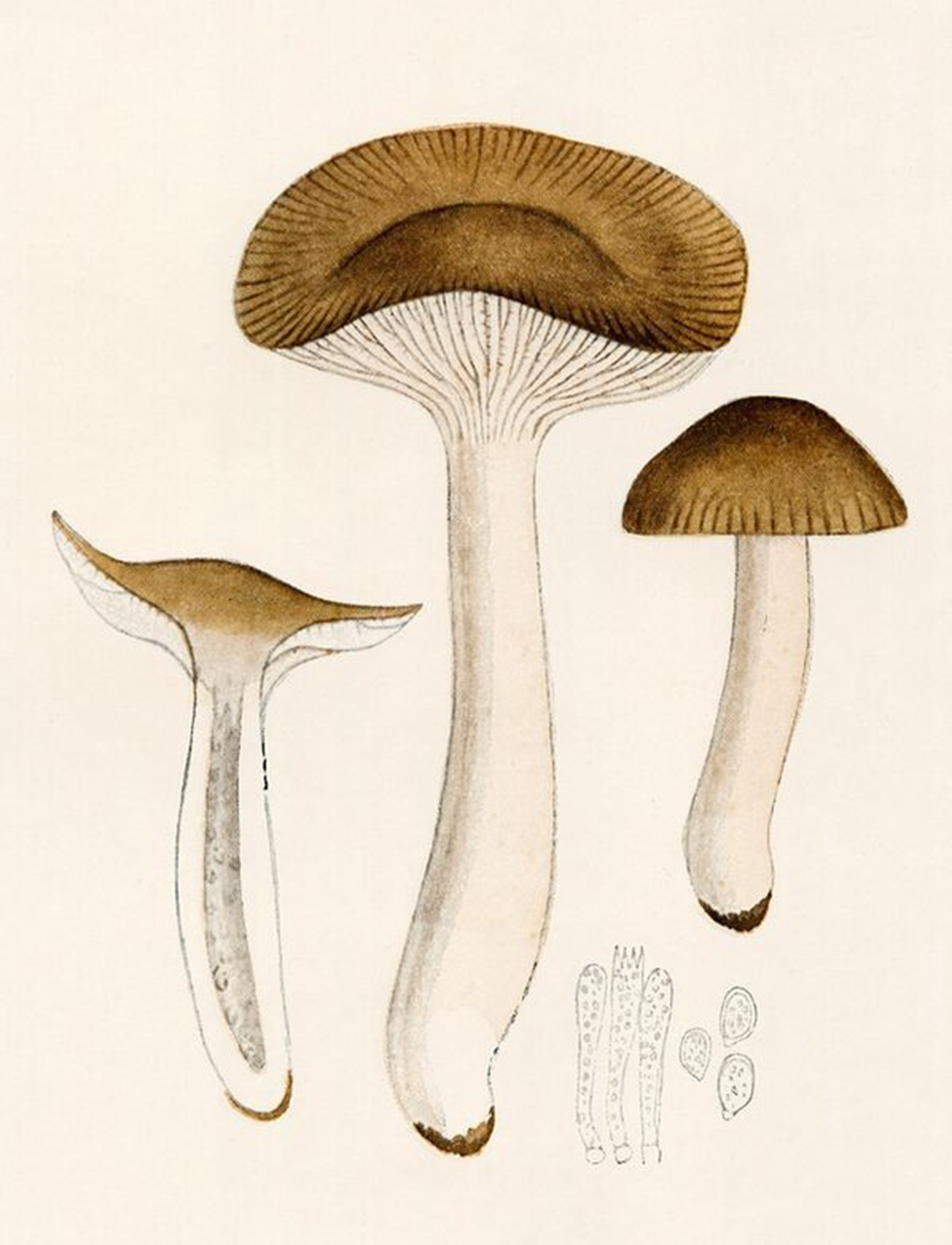
Bres.: Hygrophorus colemannianus

- Pălăria: subțire și slab higrofană cu un diametru de 3-5 (7) cm destul de moale, inițial conică până convexă cel mult cocoșată turtit cu marginea ascuțită, este ulterior deprimată, fără cocoașă, cu marginea ondulată și răsucită în sus, uneori crăpată longitudinal. Cuticula netedă, de fapt uscată este doar la umezeală lucioasă și slab unsuroasă, fiind spre margine striată și adesea translucidă. Coloritul este în primul rând în tinerețe maroniu cu o tentă roșiatică, apoi gri-brun și la bătrânețe, datorită higrofanității, nu rar brun până la bej deschis. Nu se schimbă după apăsare sau leziune.
- Lamelele: moi, îndepărtate, groase, inegale, parțial bifurcate și ceva bulboase, interconectate prin multe nervuri încrucișate (anastomoze), sunt scurt spre profund decurente la picior. Coloritul poate fi albicios, gri, brun-cenușiu până chiar brun-violet. Muchiile sunt netede.
- Piciorul: destul de robust de 4 la 7 cm lungime și  0,5-0,8 (1) cm grosime este uscat, neted fibrilos longitudinal, cilindric, adesea îndoit, în tinerețe plin, apoi împăiat. Coloritul este albicios până la un maroniu mătăsos, la bază mai deschis. Nu prezintă un inel și nu se decolorează prin rupere sau leziune.
- Carnea: subțire în pălărie are un context ferm, destul de robust, fiind de un colorit albicios. Nu se decolorează după tăiere. Mirosul este imperceptibil și gustul blând, dar neremarcabil.[3][4]
- Caracteristici microscopice: are spori hialini (translucizi), neamilozi (nu se decolorează cu reactivi de iod), netezi, ovoidali până slab elipsoidali cu un apicol precum o picătură mare uleioasă în centru, având o mărime de (6,5) 7- (8) 9 x 5-6 microni. Pulberea lor este albă. Basidiile clavate cu 4 sterigme fiecare cu cleme bazale măsoară 40 (47)-50 (55) x 6-8 microni. Pileipellis este o cutis netedă cu cleme foarte frecvente, hifele din stratul superior având o lățime de abia peste 4 µm, prezentând uneori celule terminale cilindrice, rotunjite apical și un pigment încrustat fin de culoare palidă, mai ales vizibil pe celulele foarte înguste. Himenoforul tramei este nedextrinoid, iregular, format din hife septate destul de scurte cu o dimensiune aproximativă de 28-82 x 9-12 microni. Cistidele (celule de obicei izbitoare și sterile care pot apărea între basidii și himen, stratul fructifer) lipsesc.[9][10]
- Reacții chimice: nu sunt cunoscute.[11]

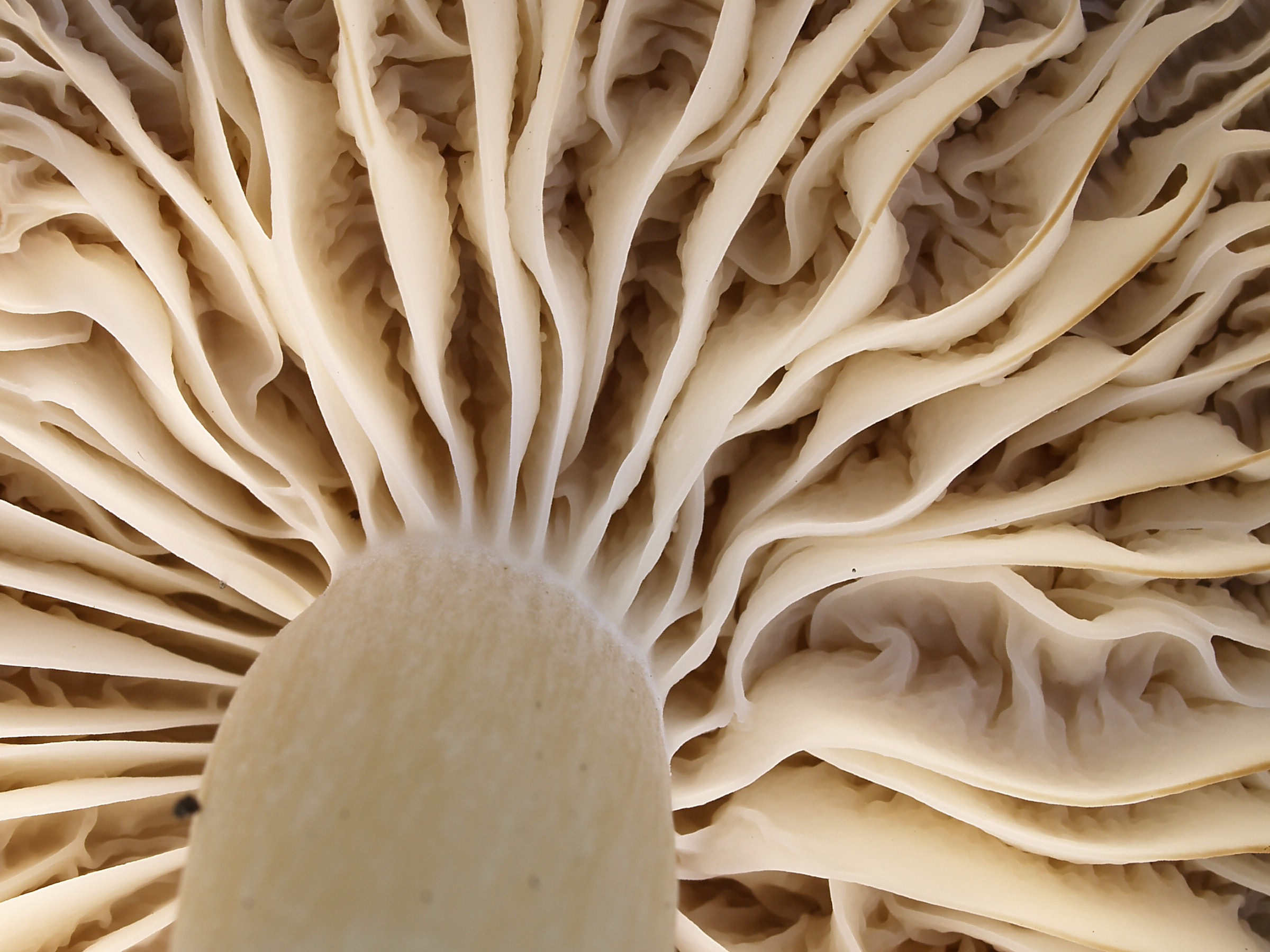
C. colemannianus, lamele din apropiere
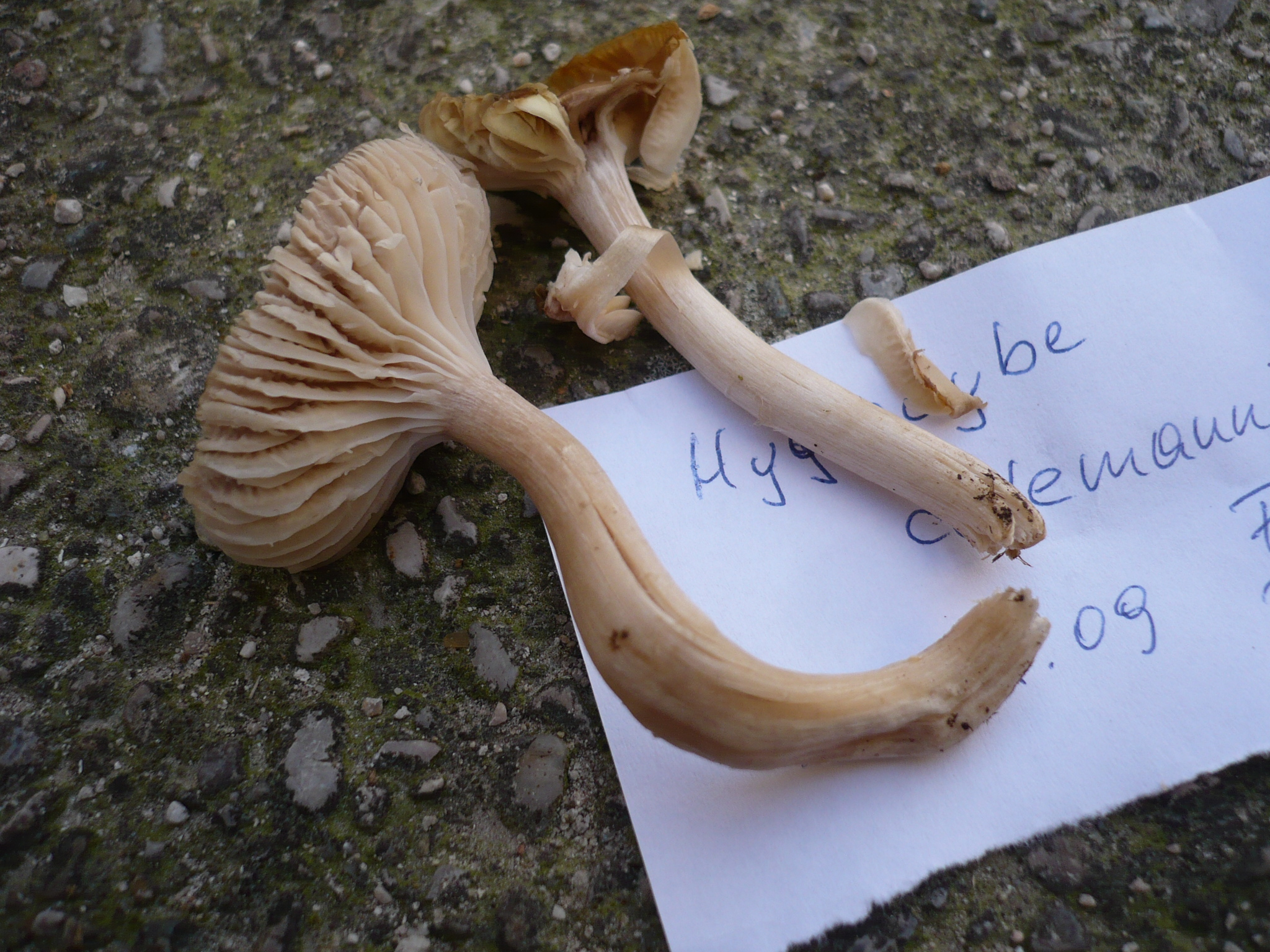
C. colemannianus bătrâni: lamele și picior
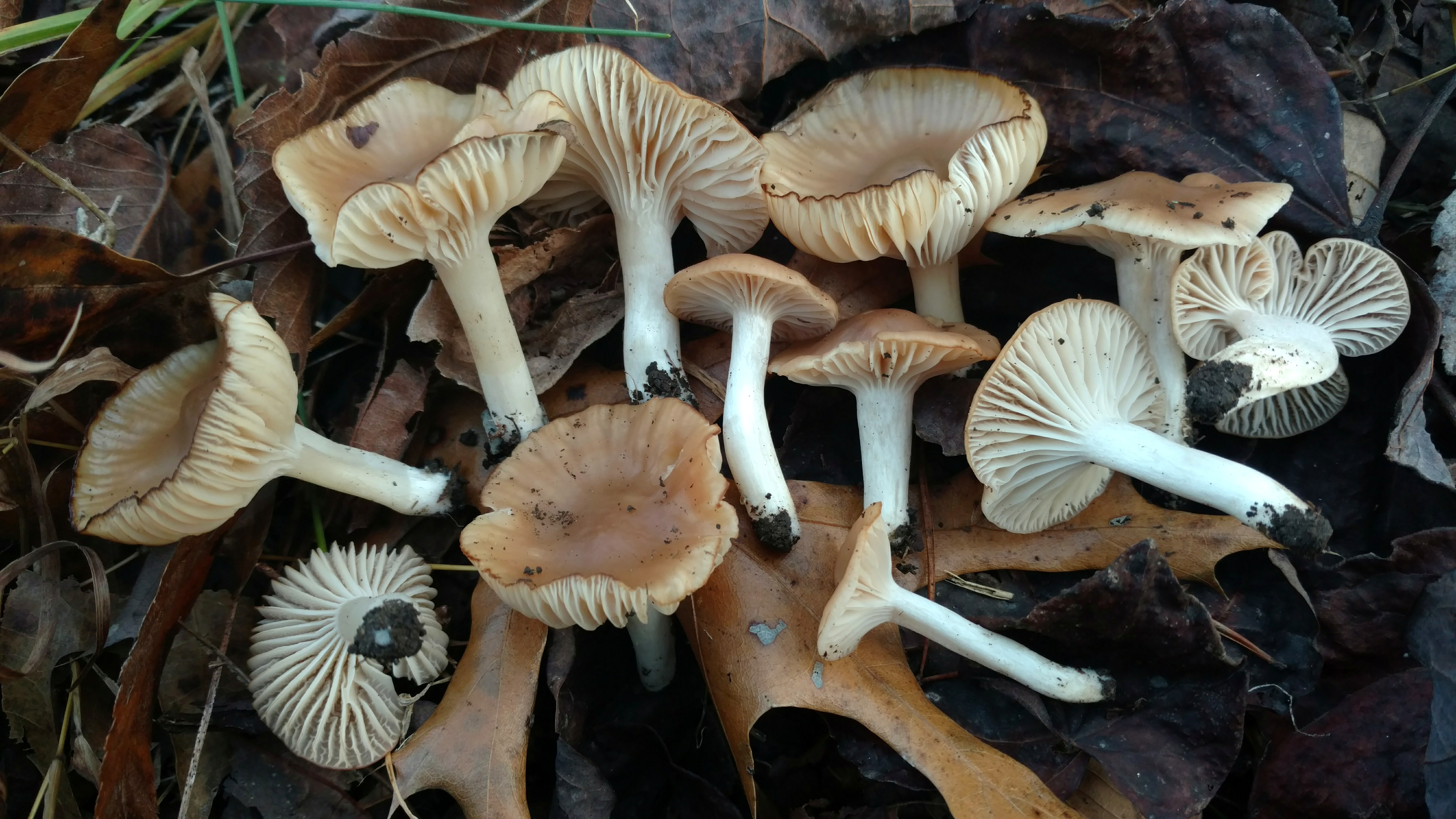
C. colemannianus în diverse stadii de evoluție

## Confuzii
Specia poate fi confundată cu Cuphophyllus fornicatus sin. Hygrocybe fornicata (fără valoare alimentară), Cuphophyllus lacmus (comestibil), Cuphophyllus pratensis sin. Hygrocybe pratensis, ciuciuleni de iarbă) (comestibil), Cuphophyllus radiatus (comestibil) + imagini,
Hygrocybe chlorophana (comestibilă), Hygrocybe intermedia, Hygrophorus arbustivus (comestibil), Hygrophorus discoideus (comestibil), Hygrophorus lucorum (comestibil), Hygrophorus nemoreus (comestibil), Hygrophorus pudorinus (comestibil), sau Hygrophorus speciosus (comestibil).

## Specii asemănătoare în imagini

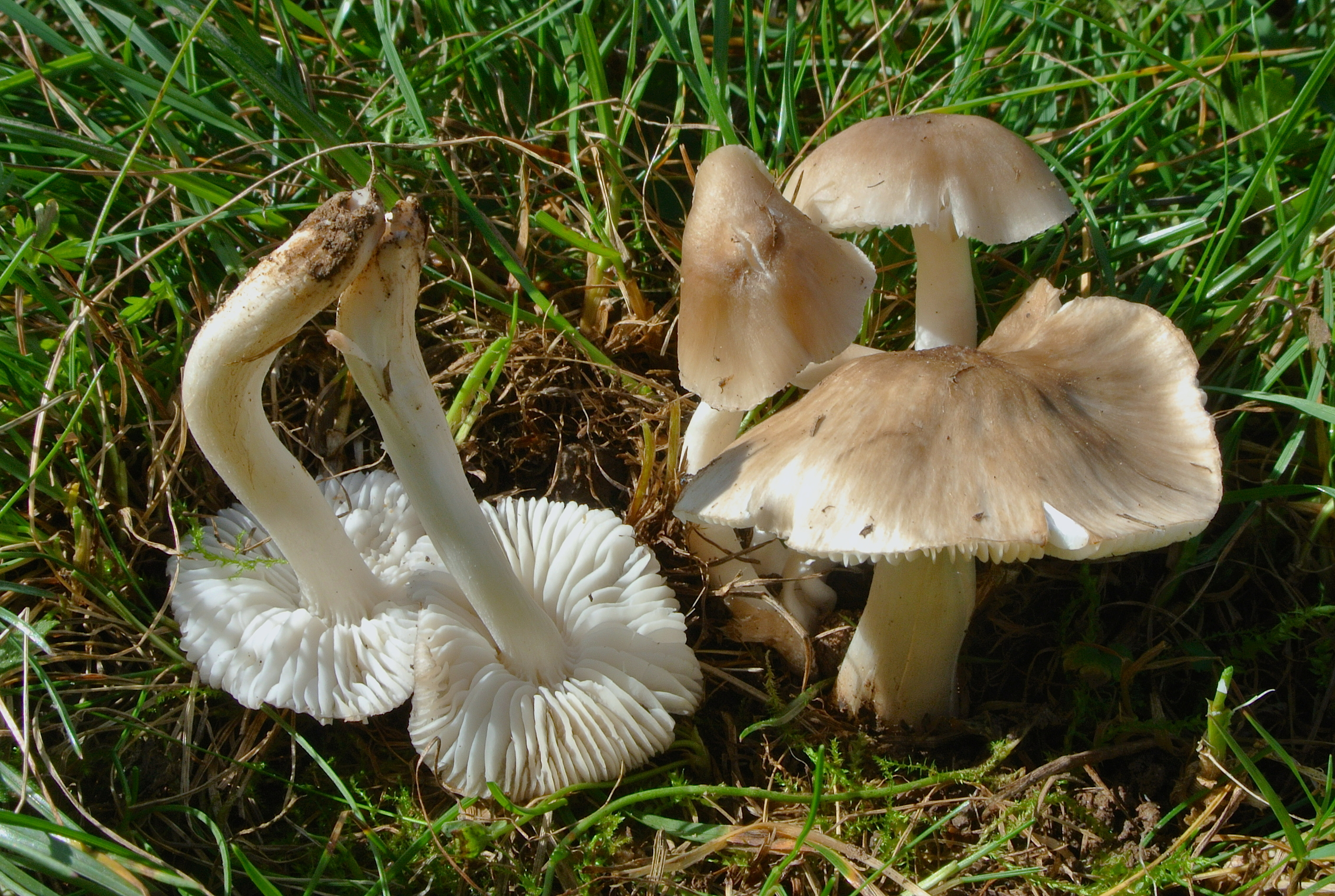
Cuphophyllus fornicatus
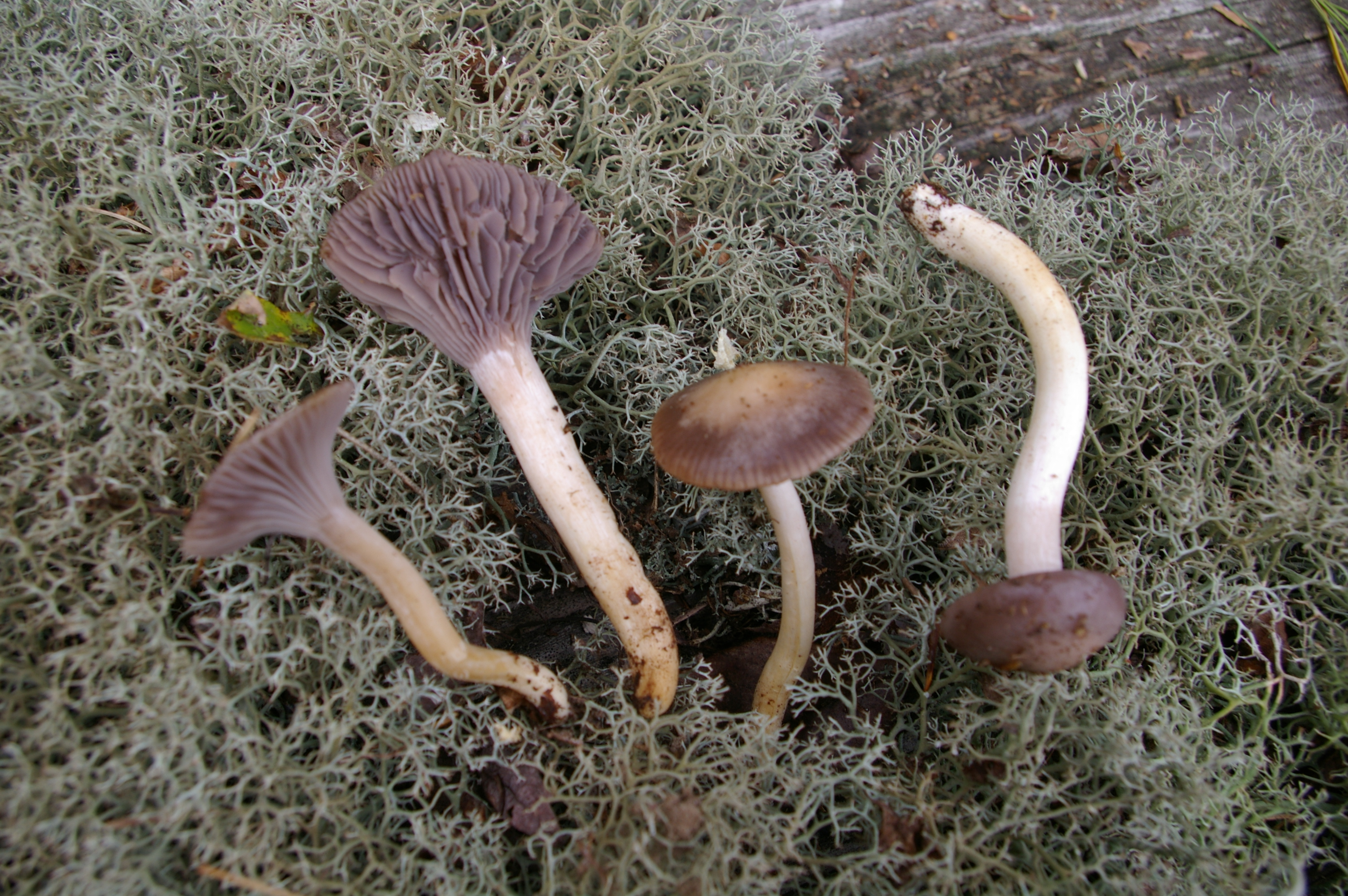
Cuphophyllus lacmus
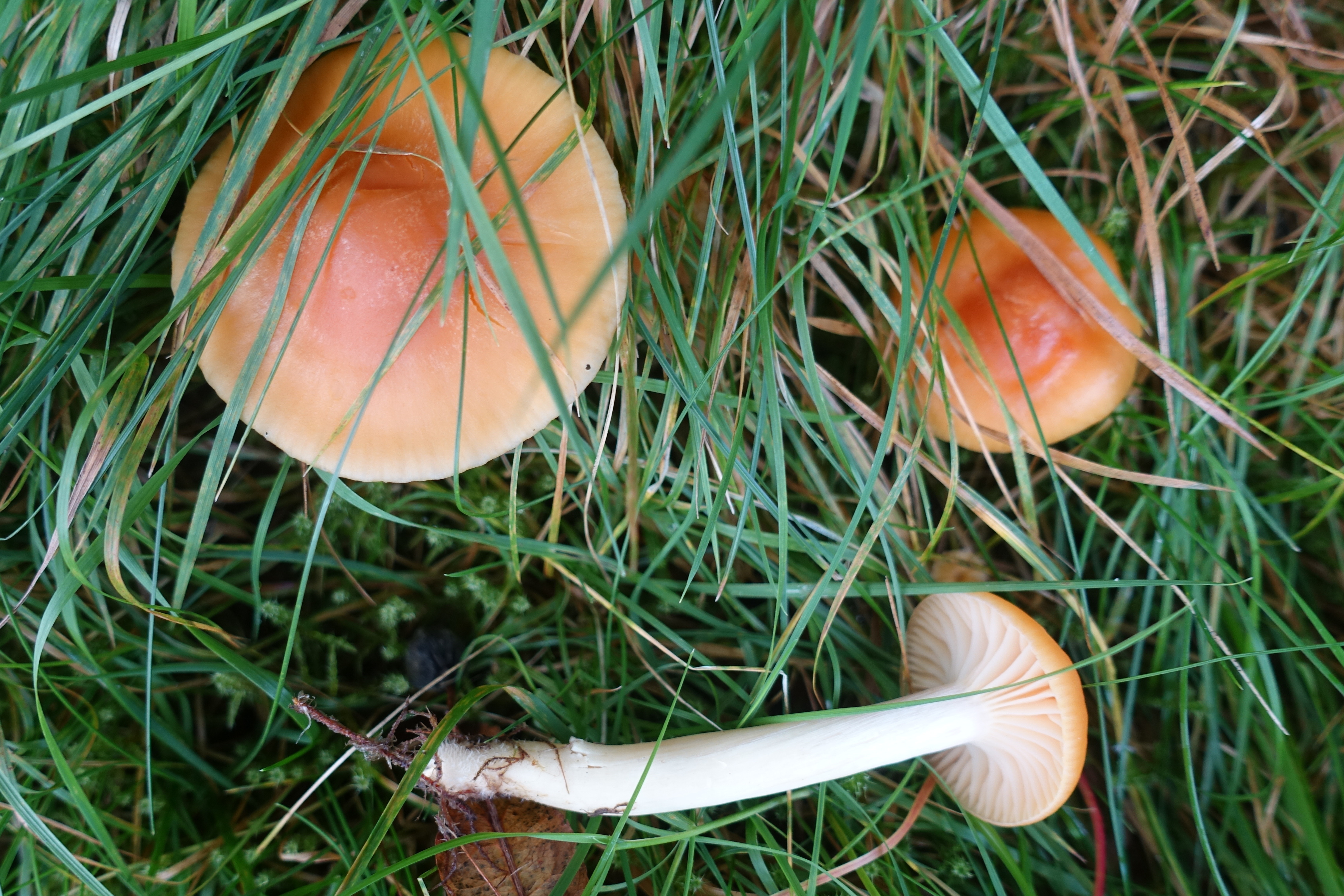
Cuphophyllus pratensis sin. Hygrocybe pratensis
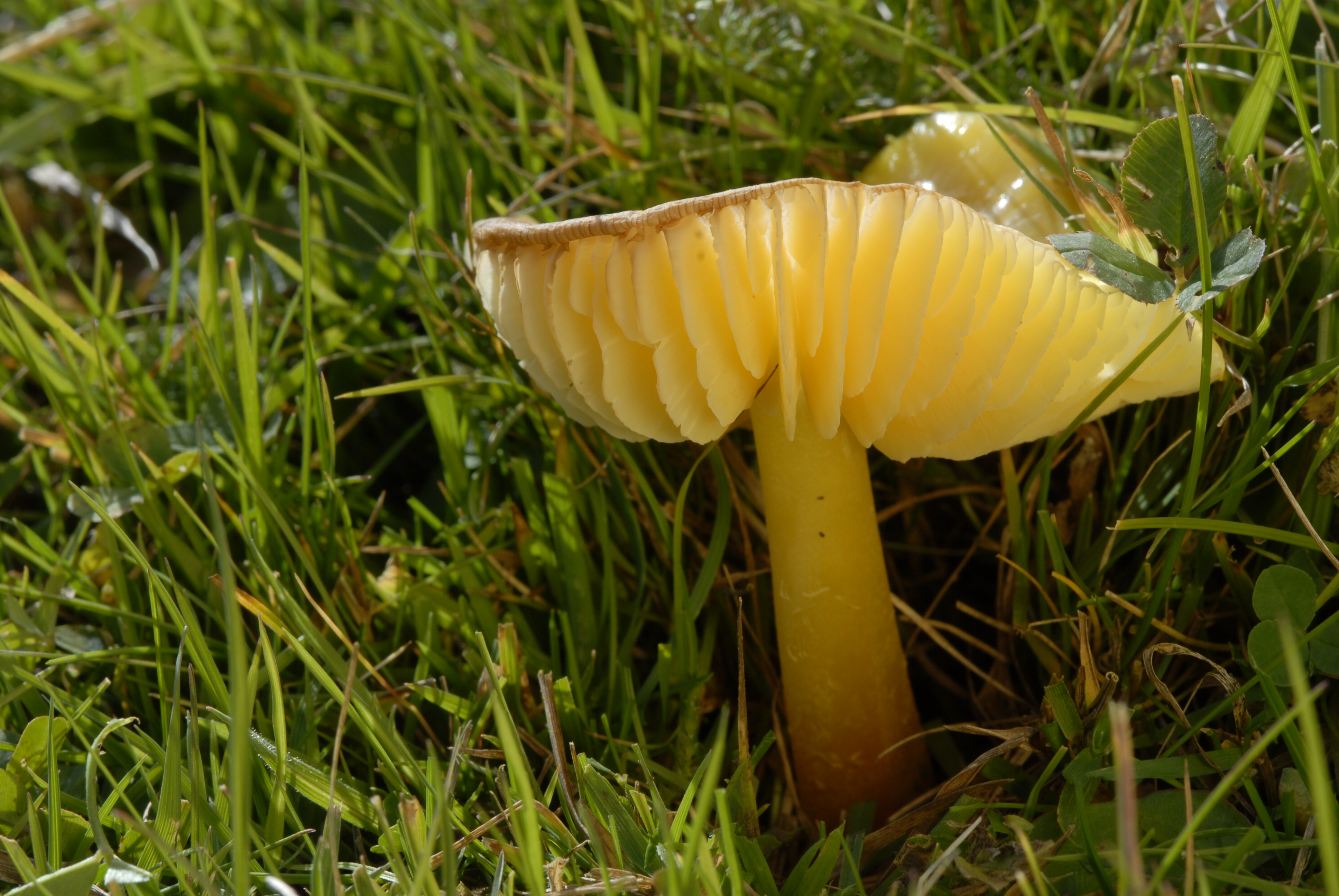
Hygrocybe chlorophana
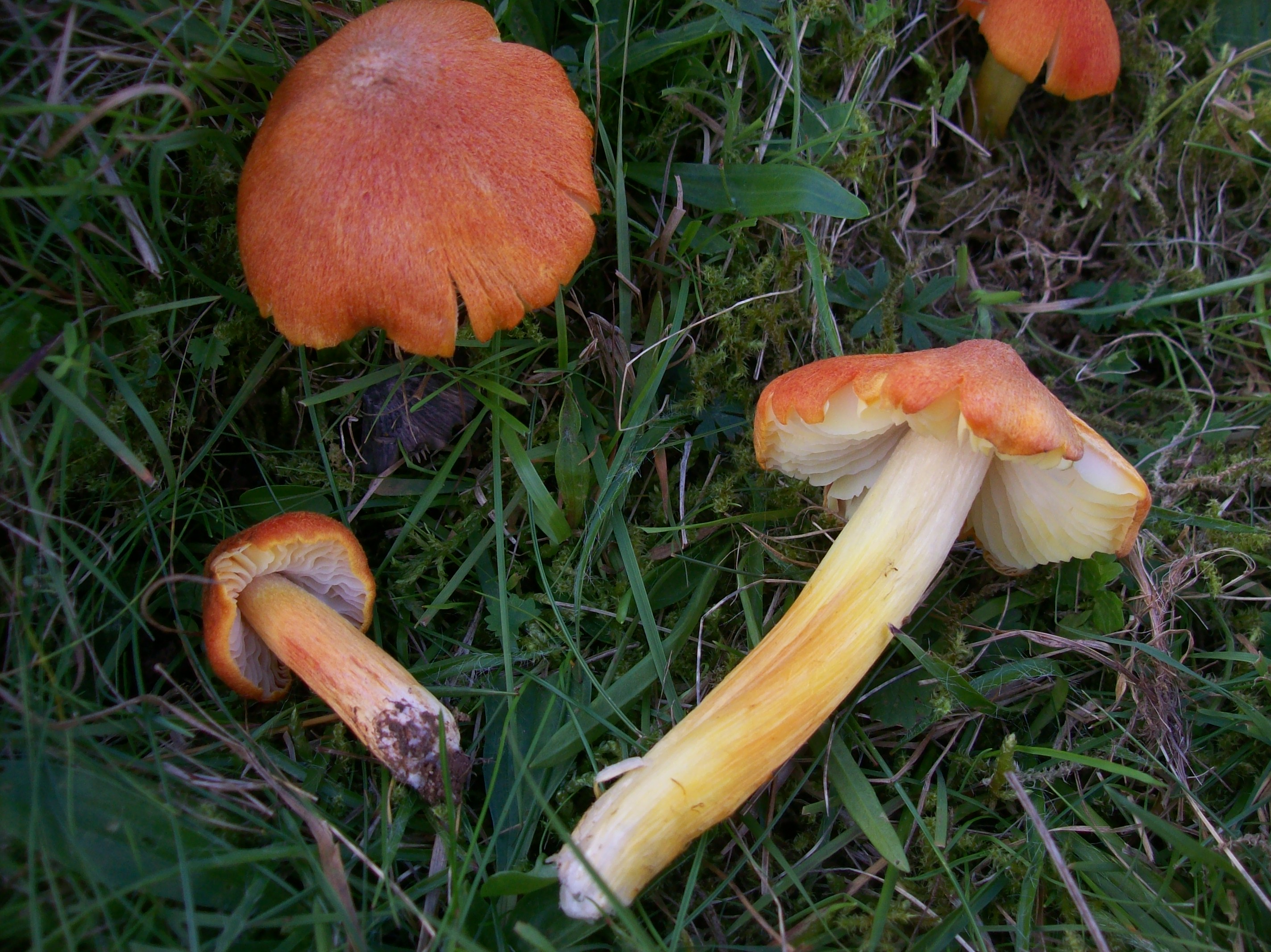
Hygrocybe intermedia
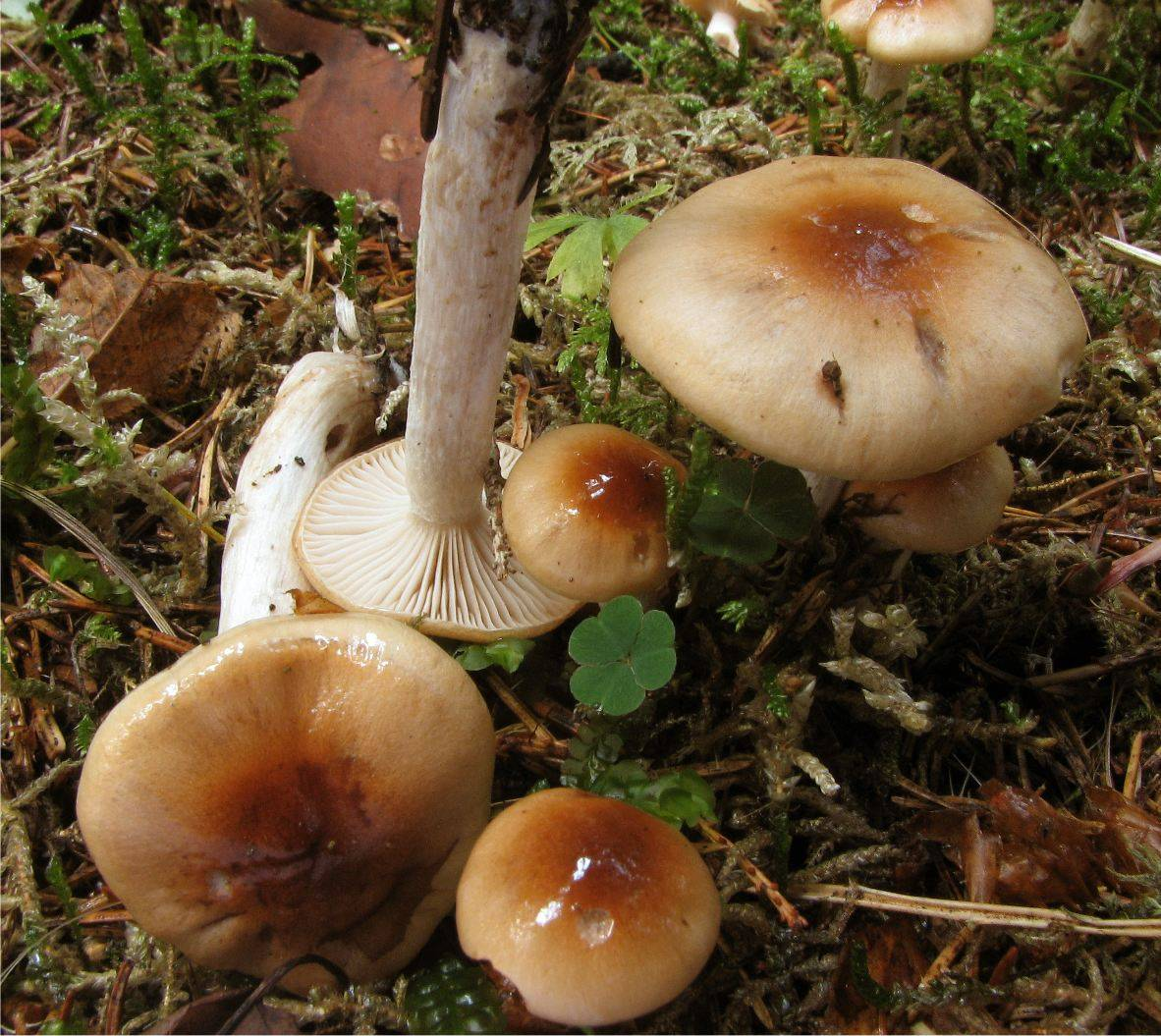
Hygrophorus discoideus

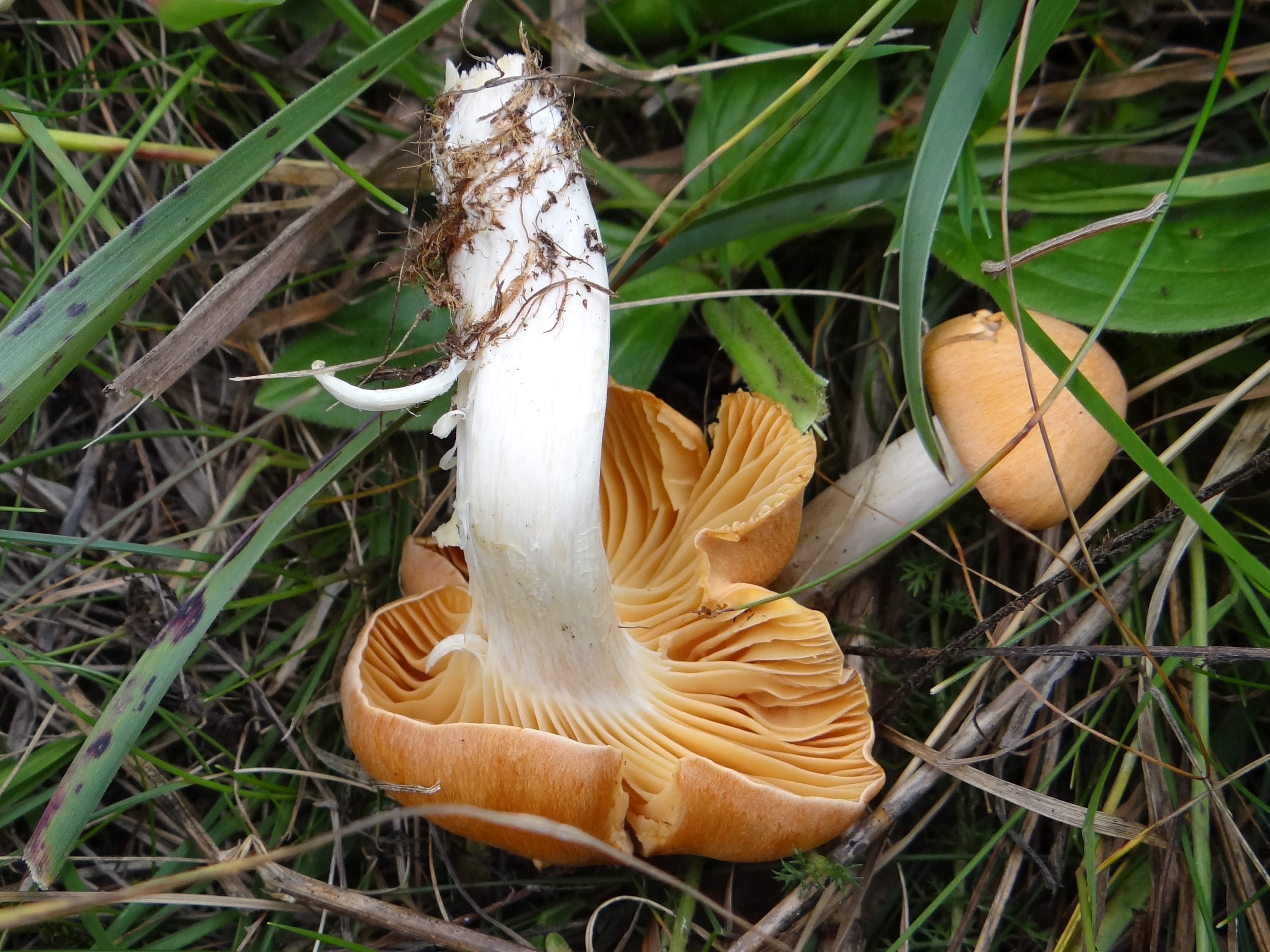
Hygrophorus nemoreus
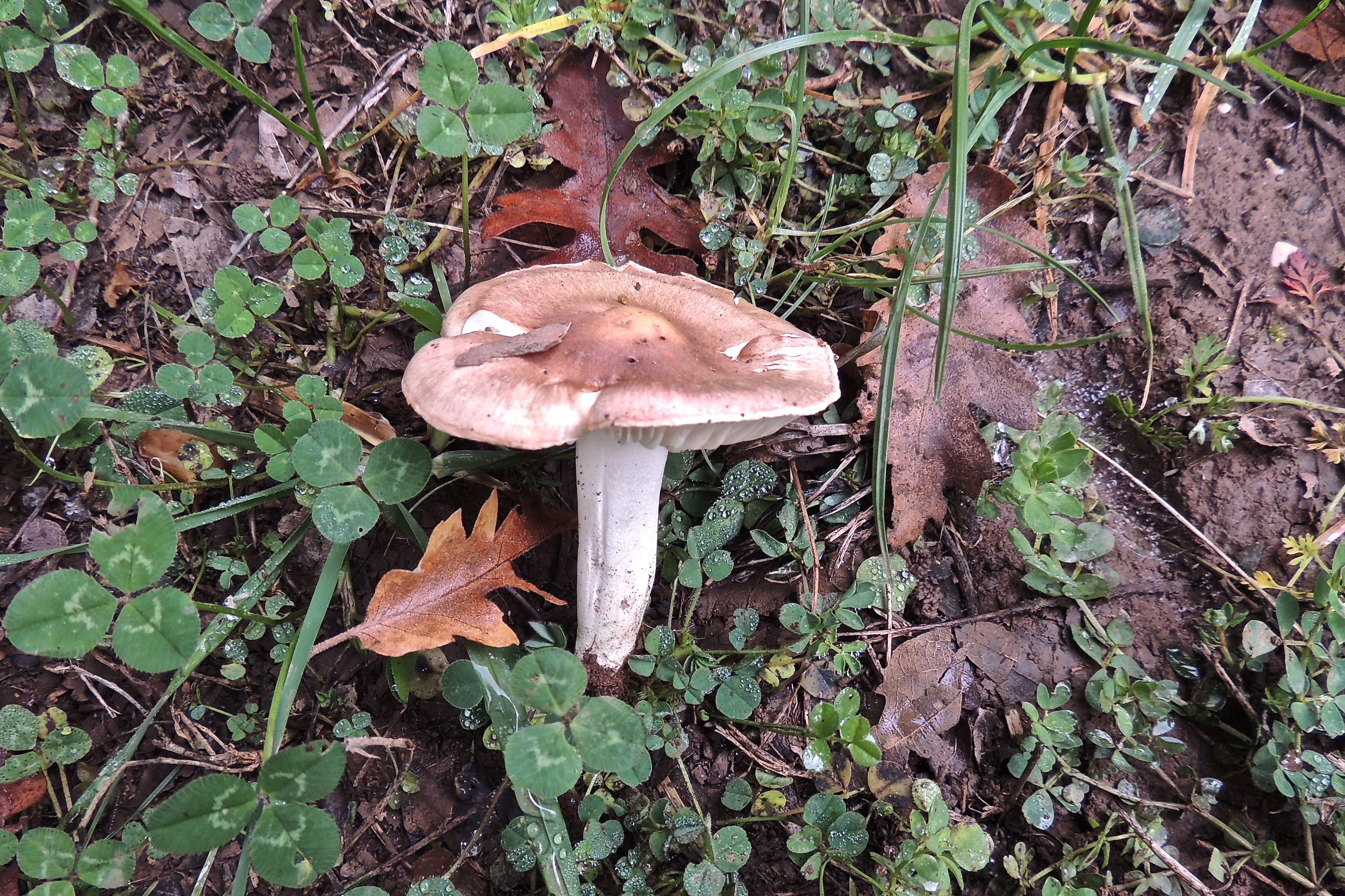
Hygrophorus arbustivus
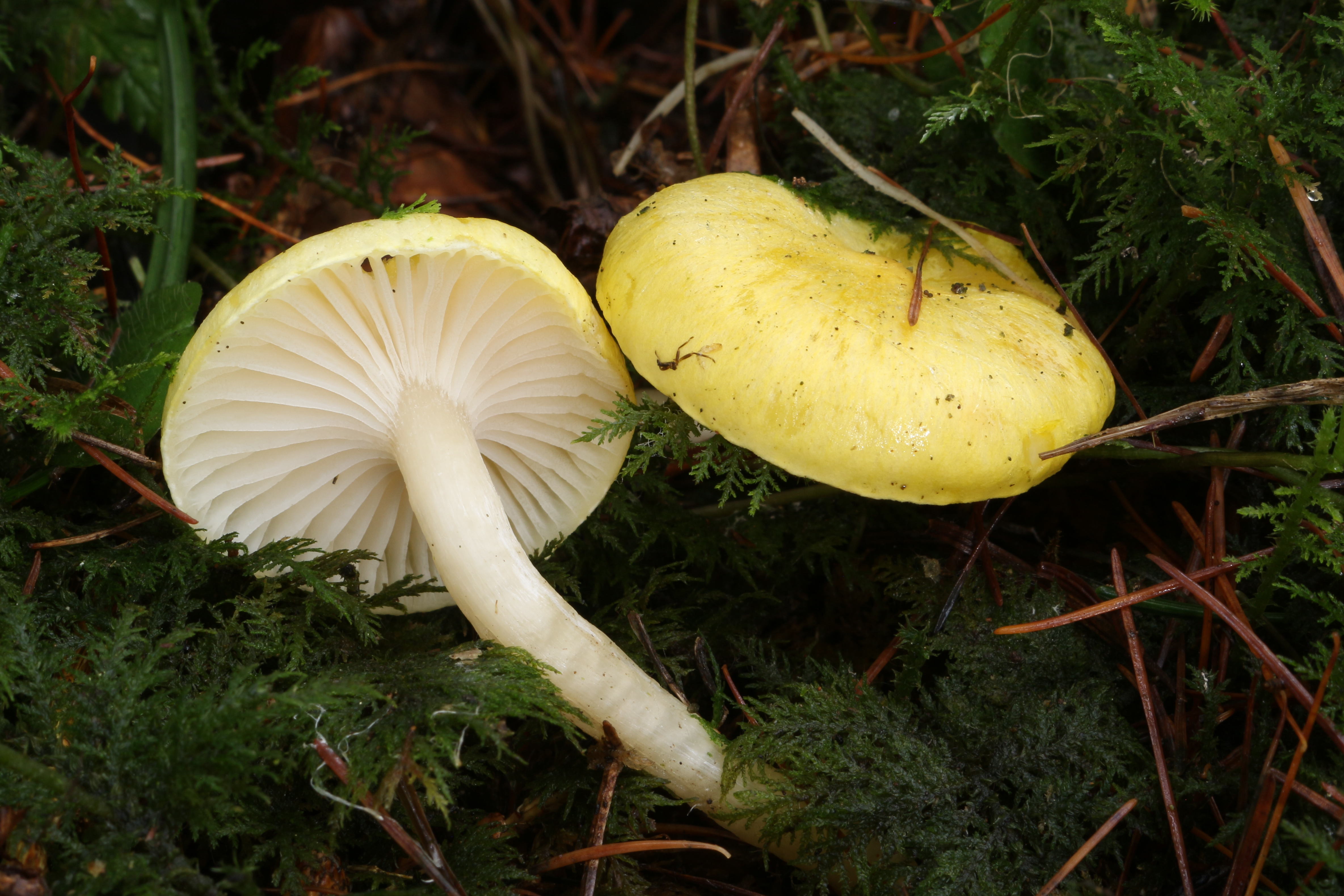
Hygrophorus lucorum
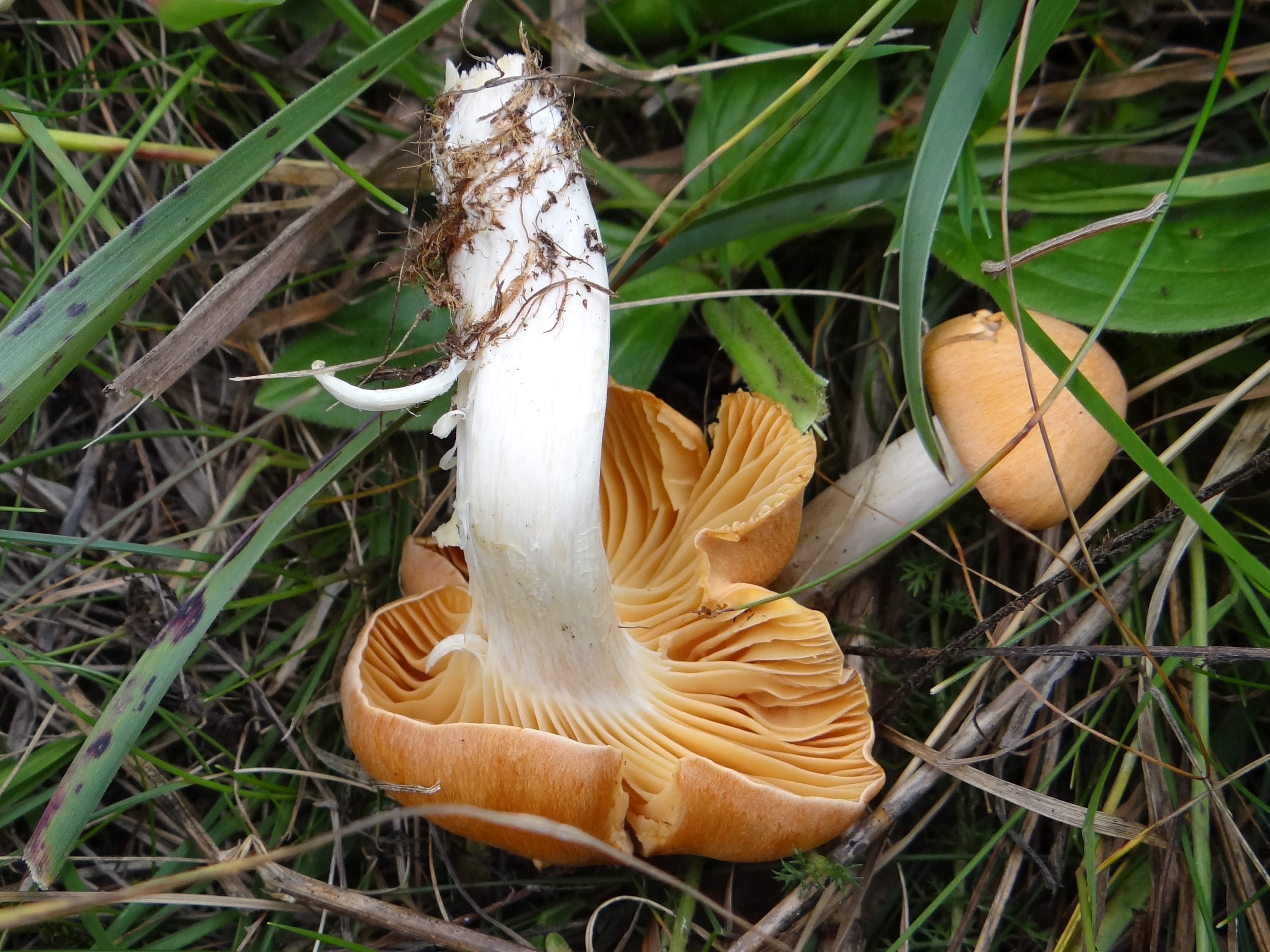
Hygrophorus nemoreus
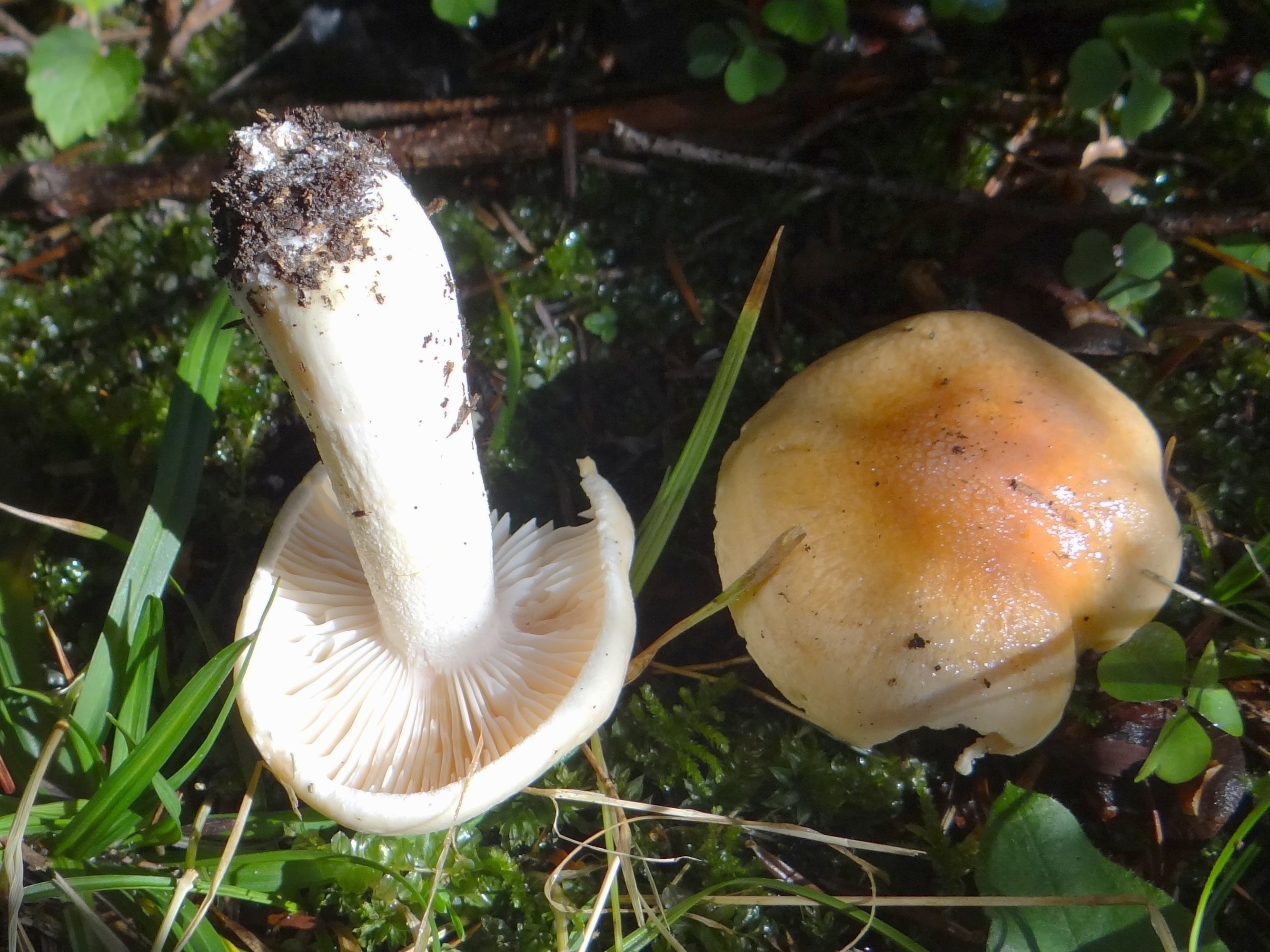
Hygrophorus pudorinus
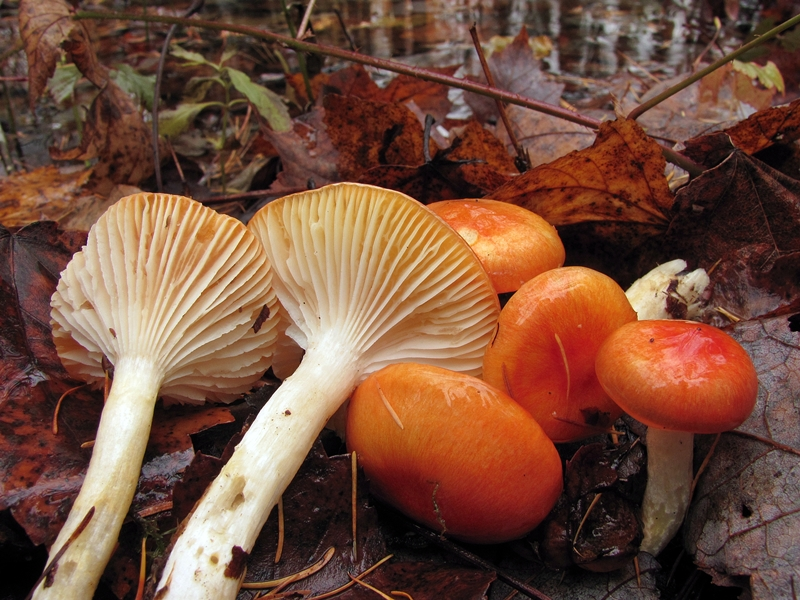
Hygrophorus speciosus

## Valorificare
Această specie este comestibilă, dar de calitate mai scăzută. Se potrivește cel mai bine ca adăugare la o mâncare de alte ciuperci. Datorită rarității, ar trebui fi cruțată și lăsată la loc. Specia este clasificată drept vulnerabilă în Lista roșie a IUCN.